# 리바 매킨타이어
리바 넬 매킨타이어(Reba Nell McEntire, 1955년 3월 28일~ )는 미국 컨트리 가수이자 배우이다.

## 출연
- 스파이 지니어스 (2019) - 조이리스 (목소리) 역
- 샬롯의 거미줄 (2006) - 암소 벳시 (목소리) 역
- 더 폭스 앤드 더 하운드 2 - 디시 (목소리) 역
- 맥쿨에서의 하룻밤 (2001) - Dr. 그린 역
- 매버릭 (1994)
- 꾸러기 클럽 (1994)
- 불가사리 (1990) - 헤더 거머 역